# Красивая (приток Красивой Мечи)
Красивая (Доробинка) — река в России, протекает в Тёпло-Огарёвском районе Тульской области. Правый приток Красивой Мечи.

## География
Река Красивая берёт начало в селе Волчья Дубрава. Течёт на юг, пересекает автодорогу Р141. Устье реки находится у села Казанское в 233 км по правому берегу реки Красивая Меча. Длина реки составляет 11 км, площадь водосборного бассейна 72,4 км². 

## Данные водного реестра
По данным государственного водного реестра России относится к Донскому бассейновому округу, водохозяйственный участок реки — Красивая Меча, речной подбассейн реки — бассейны притоков Дона до впадения Хопра. Речной бассейн реки — Дон (российская часть бассейна).
По данным геоинформационной системы водохозяйственного районирования территории РФ, подготовленной Федеральным агентством водных ресурсов:
- Код водного объекта в государственном водном реестре — 05010100112107000000542
- Код по гидрологической изученности (ГИ) — 107000054
- Код бассейна — 05.01.01.001
- Номер тома по ГИ — 07
- Выпуск по ГИ — 0